# Mirafra williamsi
A Mirafra williamsi a verébalakúak (Passeriformes) rendjébe, ezen belül a pacsirtafélék (Alaudidae) családjába és a Mirafra nembe tartozó faj.

## Rendszerezése
A fajt Hugh Edwin Strickland skót-osztrák ornitológus írta le 1956-ban.

## Előfordulása
Afrika keleti részén, Kenya területén honos. Természetes élőhelyei a szubtrópusi és trópusi gyepek és cserjések, sziklás környezetben. Állandó, nem vonuló faj.

## Megjelenése
Testhossza 14 centiméter.

## Életmódja
Rovarokkal és magokkal táplálkozik.

## Természetvédelmi helyzete
Az elterjedési területe nagy, egyedszáma nagy és stabil. A Természetvédelmi Világszövetség Vörös listáján nem fenyegetett fajként szerepel.